# Gouvernement Wynne
Ontario
McGuinty Ford
Le vingt-cinquième conseil des ministres de l'Ontario est le gouvernement de l'Ontario durant les 40e et 41e législatures de l'Ontario, du 11 février 2013 au 29 juin 2018. Il est dirigé par Kathleen Wynne, du Parti libéral de l'Ontario (PLO).

## Remaniements ministériels
| Raison                                                                         | Changements |
| ------------------------------------------------------------------------------ | --- |
| 8 mai 2013                                                                     | |
| Démission de Harinder Takar                                                    | Ministre des Services gouvernementaux : Charles Sousa                                                                                       |
| Démission de Harinder Takar                                                    | Président du Conseil de gestion du gouvernement: John Milloy                                                                                |
| 2 juillet 2013                                                                 | |
| Démission de Laurel Broten                                                     | Ministre des Affaires intergouvernementales: Kathleen Wynne                                                                                 |
| Démission de Laurel Broten                                                     | Ministre déléguée à la Condition féminine: Teresa Piruzza                                                                                   |
| 25 mars 2014                                                                   | |
| Démission de Linda Jeffrey                                                     | Procureure générale : Madeleine Meilleur |
| Démission de Linda Jeffrey                                                     | Ministre de la Sécurité communautaire et des services communautaires : Yasir Naqvi                                                          |
| Démission de Linda Jeffrey                                                     | Ministre du Travail : Kevin Flynn |
| Démission de Linda Jeffrey                                                     | Ministre des Affaires municipales et du Logement : Bill Mauro                                                                               |
| Démission de Linda Jeffrey                                                     | Président du Conseil des ministres de l'Ontario : John Gerretsen                                                                            |
| 24 juin 2014 - Nouveau Conseil des ministres à la suite de l'élection générale | |
| 13 juin 2016                                                                   | |
| Vers une parité hommes-femmes                                                  | Ministre des Affaires civiques et de l’Immigration : Laura Albanese                                                                         |
| Vers une parité hommes-femmes                                                  | Ministre du logement et ministre responsable de la Stratégie de réduction de la pauvreté : Chris Ballard                                    |
| Vers une parité hommes-femmes                                                  | Ministre des Services gouvernementaux et des Services aux consommateurs, ministre déléguée aux Affaires francophones : Marie-France Lalonde |
| Vers une parité hommes-femmes                                                  | Ministre des Richesses naturelles et des Forêts : Kathryn McGarry                                                                           |
| Vers une parité hommes-femmes                                                  | Ministre du Tourisme, de la Culture et du Sport : Eleanor McMahon                                                                           |
| Vers une parité hommes-femmes                                                  | Ministre associée des Finances (Régime de retraite de la province de l'Ontario) : Indira Naidoo-Harris                                      |
| Vers une parité hommes-femmes                                                  | Ministre de l'Énergie : Glenn Thibeault |

## Composition
| Portfolio                                                                       | Titulaire                                                     |
| ------------------------------------------------------------------------------- | ------------------------------------------------------------- |
| Première ministre                                                               | Kathleen Wynne                                                |
| Vice-première ministre                                                          | Deb Matthews                                                  |
| Affaires Autochtones                                                            | David Zimmer                                                  |
| Affaires civiques et Immigration (et Commerce international, depuis 2014)       | Michael Coteau (jusqu'au 24 juin 2014)                        |
| Affaires civiques et Immigration (et Commerce international, depuis 2014)       | Michael Chan                                                  |
| Affaires civiques et Immigration (et Commerce international, depuis 2014)       | Laura Albanese (à partir du 13 juin 2016)                     |
| Affaires francophones (à partir du 31 juillet 2016)                             | Marie-France Lalonde                                          |
| Affaires intergouvernementales                                                  | Laurel Broten (jusqu'au 2 juillet 2013)                       |
| Affaires intergouvernementales                                                  | Kathleen Wynne                                                |
| Affaires municipales et Logement                                                | Linda Jeffrey (jusqu'au 25 mars juillet 2014)                 |
| Affaires municipales et Logement                                                | Bill Mauro (mars à mai 2014)                                  |
| Affaires municipales et Logement                                                | Ted McMeekin                                                  |
| Affaires municipales et Logement                                                | Chris Ballard (ministre du Logement à partir du 13 juin 2016) |
| Affaires rurales                                                                | Jeff Leal                                                     |
| Agriculture et alimentation                                                     | Kathleen Wynne (jusqu'au 24 juin 2014)                        |
| Agriculture et alimentation                                                     | Jeff Leal                                                     |
| Développement économique, Commerce et Emploi                                    | Eric Hoskins (jusqu'au 24 juin 2014)                          |
| Développement économique, Commerce et Emploi                                    | Brad Duguid                                                   |
| Développement du Nord et des Mines                                              | Michael Gravelle                                              |
| Éducation                                                                       | Liz Sandals (jusqu'au 13 juin 2016)                           |
| Éducation                                                                       | Mitzie Hunter                                                 |
| Énergie                                                                         | Bob Chiarelli (jusqu'au 13 juin 2016)                         |
| Énergie                                                                         | Glenn Thibault                                                |
| Environnement                                                                   | Jim Bradley (jusqu'au 24 juin 2014)                           |
| Environnement                                                                   | Glen Murray                                                   |
| Finances                                                                        | Charles Sousa                                                 |
| Formation, Collèges et Universités                                              | Brad Duguid (jusqu'au 24 juin 2014)                           |
| Formation, Collèges et Universités                                              | Reza Moridi                                                   |
| Infrastructure                                                                  | Glen Murray (jusqu'au 24 juin 2014)                           |
| Infrastructure                                                                  | Brad Duguid                                                   |
| Procureur général                                                               | John Gerretsen (jusqu'au 25 mars 2014)                        |
| Procureur général                                                               | Madeleine Meilleur (jusqu'au 9 juin 2016)                     |
| Procureur général                                                               | Yasir Naqvi (à partir du 13 juin 2016)                        |
| Recherche et Innovation                                                         | Reza Moridi                                                   |
| Richesses Naturelles (et forêts, depuis 2014)                                   | David Orazietti (jusqu'au 24 juin 2014)                       |
| Richesses Naturelles (et forêts, depuis 2014)                                   | Bill Mauro                                                    |
| Richesses Naturelles (et forêts, depuis 2014)                                   | Kathryn McGarry (à partir du 13 juin 2016)                    |
| Santé et soins de longue durée                                                  | Deb Matthews (jusqu'au 24 juin 2014)                          |
| Santé et soins de longue durée                                                  | Eric Hoskins                                                  |
| Sécurité communautaire et Services correctionnels                               | Madeleine Meilleur (jusqu'au 25 mars 2014)                    |
| Sécurité communautaire et Services correctionnels                               | Yasir Naqvi                                                   |
| Services aux consommateurs                                                      | Tracy MacCharles (jusqu'au 24 juin 2014)                      |
| Services aux consommateurs                                                      | David Orazietti                                               |
| Services aux consommateurs                                                      | Marie-France Lalonde (à partir du 13 juin 2016)               |
| Services à l'enfance et à la jeunesse                                           | Teresa Piruzza (jusqu'au 24 juin 2014)                        |
| Services à l'enfance et à la jeunesse                                           | Tracy MacCharles                                              |
| Services gouvernementaux                                                        | Charles Sousa (jusqu'au 24 juin 2014)                         |
| Services gouvernementaux                                                        | David Orazietti                                               |
| Services sociaux et communautaires                                              | Ted McMeekin (jusqu'au 24 juin 2014)                          |
| Services sociaux et communautaires                                              | Helena Jaczek                                                 |
| Tourisme, Culture et Sport                                                      | Michael Chan (jusqu'au 24 juin 2014)                          |
| Tourisme, Culture et Sport                                                      | Michael Coteau                                                |
| Tourisme, Culture et Sport                                                      | Eleanor McMahon (à partir du 13 juin 2016)                    |
| Transports                                                                      | Glen Murray (jusqu'au 24 juin 2014)                           |
| Transports                                                                      | Steven Del Duca                                               |
| Travail                                                                         | Yasir Naqvi (jusqu'au 25 mars 2014)                           |
| Travail                                                                         | Kevin Flynn                                                   |
| Ministres avec responsabilités spéciales                                        |                                                               |
| Ministre déléguée aux affaires francophones                                     | Madeleine Meilleur (jusqu'au 9 juin 2016)                     |
| Ministre déléguée aux affaires francophones                                     | Marie-France Lalonde (à partir du 13 juin 2016)               |
| Affaires des personnes âgées                                                    | Mario Sergio                                                  |
| Condition féminine                                                              | Laurel Broten (jusqu'au 2 juillet 2013)                       |
| Condition féminine                                                              | Teresa Piruzza (jusqu'au 24 juin 2014)                        |
| Condition féminine                                                              | Tracy MacCharles                                              |
| Secrétariat des Jeux panaméricains et parapanaméricains de 2015                 | Michael Chan (jusqu'au 24 juin 2014)                          |
| Secrétariat des Jeux panaméricains et parapanaméricains de 2015                 | Michael Coteau                                                |
| Stratégie de réduction de la pauvreté                                           | Deb Matthews (depuis le 24 juin 2014)                         |
| Stratégie de réduction de la pauvreté                                           | Chris Ballard (à partir du 13 juin 2016)                      |
| Ministre associée de la Santé et des Soins de longue durée                      | Dipika Damerla (depuis le 24 juin 2014)                       |
| Ministre associée des Finances (Régime de retraite de la province de l'Ontario) | Mitzie Hunter (depuis le 24 juin 2014)                        |
| Ministre associée des Finances (Régime de retraite de la province de l'Ontario) | Indira Naidoo-Harris (à partir du 13 juin 2016)               |
| Président du Conseil des ministres                                              | Linda Jeffrey (jusqu'au 25 mars 2014)                         |
| Président du Conseil des ministres                                              | John Gerretsen (jusqu'au 24 juin 2014)                        |
| Président du Conseil des ministres                                              | Jim Bradley                                                   |